# Список грибов, занесённых в Красную книгу Украины
В данный список включены 57 видов грибов, вошедших в издание Красной книги Украины 2009 года. По сравнению с предыдущим изданием Красной книги Украины (1996), в новый список были дополнительно включены 26 видов, то есть на 47 % больше, чем в предыдущем, а один вид, Tylopilus alutarius, был исключён из списка.
В таблице приведены ареалы видов на территории Украины, а также их охранный статус согласно Красной книге Украины.
Отдельным цветом выделены:
 Новые виды, включённые в издание 2009 года.
| Иллюстрация                                                 | Название                                                 | Ареал вида на территории Украины | Охранный статус       | С.     |
| ----------------------------------------------------------- | -------------------------------------------------------- | --- | --------------------- | ------ |
| Базидиальные грибы                                          |                                                          | |                       |        |
|                                                             | Антурус Арчера (Anthurus archeri)                        | Встречается в лесах Закарпатья и Карпат. | Исчезающий            | [ 3 ]  |
| Изображение (недоступная ссылка) белонавозника Богуша       | Белонавозник Богуша (Leucocoprinus bohusi)               | Эндемик Украины. Известен с левобережной злаково-луговой степи (отделение «Хомутовская степь» Украинского степного заповедника Новоазовского района Донецкой области). | Исчезающий            | [ 4 ]  |
|                                                             | Белопаутинник луковичный (Leucocortinarius bulbiger)     | В западной и левобережной лесостепи и в горном Крыму | Редкий                | [ 5 ]  |
|                                                             | Белошампиньон девичий (Leucoagaricus nympharum)          | В Закарпатье (село Плоское Свалявского района), центральном Полесье (около посёлка городского типа Ворзеля Киевской области), правобережной степи (Березовское лесничество Березовского района Одесской области), горном Крыму (южный склон хребта Бабуган-яйла), южном берегу Крыма | Редкий                | [ 6 ]  |
|                                                             | Белошампиньон длиннокорневой (Leucoagaricus macrorhizus) | В правобережной (посёлок городского типа Меджибож Летичевского района Хмельницкой области) и левобережной (около села Таратутино Краснопольского района Сумской области) лесостепи. | Исчезающий            | [ 7 ]  |
| Изображение (недоступная ссылка) белошампиньона Мозера      | Белошампиньон Мозера (Leucoagaricus moseri)              | Эндемик Украины, встречается в левобережной степи (Запорожская область, около Запорожья), правобережной (Херсонская область, Херсон) степи, и левобережной (Алёшковское лесничество Каховского района Херсонской области) злаковой степи. | Редкий                | [ 8 ]  |
| Изображение (недоступная ссылка) бовисты болотной           | Бовиста болотная (Bovista paludosa)                      | В горах Закарпатья и горном Крыму | Исчезающий            | [ 9 ]  |
|                                                             | Боровик бронзовый (Boletus aereus)                       | Встречается в Закарпатье и левобережной степи и лесостепи | Уязвимый              | [ 10 ] |
|                                                             | Боровик королевский (Boletus regius)                     | В Закарпатье, левобережной лесостепи, южном берегу Крыма | Исчезающий            | [ 11 ] |
| Изображение (недоступная ссылка) галеропсиса пустынного     | Галеропсис пустынный (Galeropsis desertorum)             | На территории Украины найден в правобережной и левобережной степях. | Исчезающий            | [ 12 ] |
|                                                             | Гигроцибе колпачковидная (Hygrocybe calyptriformis)      | В левобережной лесостепи (точные сведения о местонахождении в литературе отсутствуют) | Редкий                | [ 13 ] |
|                                                             | Гомф булавовидный (Gomphus clavatus)                     | В правобережном Полесье | Исчезающий            | [ 14 ] |
|                                                             | Грифола курчавая (Grifola frondosa)                      | Встречается в Закарпатье, карпатских и западноукраинских лесах, лесостепи, степи, а также в горном Крыму. | Уязвимый              | [ 15 ] |
|                                                             | Груздь золотисто-жёлтый (Lactarius chrysorrheus)         | Встречается в западном Полесье, правобережной и левобережной лесостепи, горном Крыму и на южном берегу Крыма | Уязвимый              | [ 16 ] |
|                                                             | Дождевик сосочковидный (Lycoperdon mammiforme)           | Найден в горном Крыму: вершина горы Роман-Кош; гора Чатыр-Даг, 1290 м над уровнем моря; Центральная котловина | Уязвимый              | [ 17 ] |
|                                                             | Ежевик коралловидный (Hericium coralloides)              | Встречается на Закарпатье, карпатских, прикарпатских, ростоцких и западноукраинских лесах, Полесье, правобережной, левобережной, донецкой и харьковской лесостепи, горном Крыму и на южном берегу Крыма. | Уязвимый              | [ 18 ] |
|                                                             | Катателазма царская (Catathelasma imperiale)             | В западноукраинских и карпатских лесах, горном Крыму. | Редкий                | [ 19 ] |
|                                                             | Клавариадельфус пестиковый (Clavariadelphus pistillaris) | Встречается в правобережном и левобережном Полесье, западно-украинских и карпатских лесах, на Закарпатье, в западной, правобережной и харьковской лесостепи, на южном берегу Крыма и в горном Крыму. | Редкий                | [ 20 ] |
| Изображение (недоступная ссылка) крепидота македонского     | Крепидот македонский (Crepidotus macedonicus)            | Встречается в горном Крыму и на южном берегу Крыма. | Уязвимый              | [ 21 ] |
| Изображение (недоступная ссылка) лимацеллы степной          | Лимацелла степная (Limacella steppicola)                 | Эндемик Украины в левобережных и старобельских степях. | Недостаточно известен | [ 22 ] |
| Изображение (недоступная ссылка) лиофиллы Фавре             | Лиофилл Фавре (Lyophyllum favrei)                        | Встречается в горного Крыму (долина реки Альма) | Исчезающий            | [ 23 ] |
|                                                             | Лиственничная губка (Laricifomes officinalis)            | На Украине ещё в первой половине XX века была распространена на территории карпатских и западно-украинских лесов, однако в последнее время сообщения о её находках отсутствуют. | Исчезнувший           | [ 24 ] |
|                                                             | Ложнодождевик звёздчатый (Scleroderma geaster)           | Встречается в одном месте в левобережной злаковой степи (Херсонская область) | Недостаточно известен | [ 25 ] |
|                                                             | Мириостома шейковидная (Myriostoma coliforme)            | Встречается на территории харьковской лесостепи, правобережной и левобережной степи и на южном берегу Крыма. | Редкий                | [ 26 ] |
|                                                             | Млечник бурый (Lactarius lignyotus)                      | Встречается в Карпатских лесах. | Редкий                | [ 27 ] |
|                                                             | Моховик паразитный (Boletus parasiticus)                 | Встречается в Закарпатье, Расточье, Малом и Западном Полесье. | Редкий                | [ 28 ] |
|                                                             | Мутинус Равенеля (Mutinus ravenelii)                     | Встречается только в Западном Полесье. | Редкий                | [ 29 ] |
|                                                             | Мутинус собачий (Mutinus caninus)                        | Спорадически в лесных регионах Украины, значительно реже в степи. | Редкий                | [ 30 ] |
|                                                             | Мухомор щетинистый (Amanita solitaria)                   | Встречается на правобережном Полесье, в правобережной и левобережной лесостепи и на южном берегу Крыма. | Исчезающий            | [ 31 ] |
|                                                             | Пизолитус красильный (Pisolithus arrhizus)               | На Украине единичные местонахождения гриба в левобережной лесостепи, левобережной и старобельской злаково-луговых степях, правобережной и левобережной злаковых степях, на южном берегу Крыма. | Редкий                | [ 32 ] |
|                                                             | Решёточник красный (Clathrus ruber)                      | На Украине обнаружен в Закарпатье (точных данных нет), крымской лесостепи и на южном берегу Крыма. | Редкий                | [ 33 ] |
|                                                             | Рыжик красный (Lactarius sanguifluus)                    | Встречается в горном Крыму и на южном берегу Крыма. | Уязвимый              | [ 34 ] |
|                                                             | Рядовка огромная (Tricholoma colossus)                   | Встречается в правобережной лесостепи (около города Первомайск), горном Крыму (Ялтинский горно-лесной природный заказник, Гурзуфское лесничество), на южном берегу Крыма (Никитский ботанический сад). | Редкий                | [ 35 ] |
|                                                             | Рядовка опенковидная (Tricholoma focale)                 | Встречается в левобережной лесостепи, левобережной и старобельской злаково-луговой степи, правобережной злаковой степи. | Уязвимый              | [ 36 ] |
| Изображение (недоступная ссылка) свинушки Зеровой           | Свинушка Зеровой (Paxillus zerovae)                      | Эндемик Украины. Левобережная злаковая степь (Алёшковское лесничество Алёшковского района Херсонской области). | Исчезающий            | [ 37 ] |
|                                                             | Сетконоска сдвоенная (Phallus duplicatus)                | Встречается только на южном берегу Крыма (Никитский ботанический сад). | Исчезающий            | [ 38 ] |
|                                                             | Спарассис курчавый (Sparassis crispa)                    | Встречается спорадически в Карпатах, западноукраинских лесах, на Полесье, в лесостепи и горном Крыму. | Исчезающий            | [ 39 ] |
|                                                             | Сыроежка турецкая (Russula turci)                        | Встречается на Закарпатье (Раховский район Закарпатской области), в ростоцких лесах (село Рясне Яворовского района Львовской области) и на Западном Полесье (около села Крупово Дубровицкого района Ровненской области). | Уязвимый              | [ 40 ] |
|                                                             | Трутовик зонтичный (Polyporus umbellatus)                | Встречается на Прикарпатье, Закарпатье, правобережной и левобережной лесостепи, левобережной злаково-луговой степи, горном Крыму. | Редкий                | [ 41 ] |
| Изображение (недоступная ссылка) трутовика корнелюбивого    | Трутовик корнелюбивый (Polyporus rhizophilus)            | Встречается в левобережной и старобельской злаково-луговой степях и в левобережной злаковой степи. | Редкий                | [ 42 ] |
|                                                             | Феллориния Геркулеса (Phellorinia herculeana)            | Встречается в полынной степи на берегу высохшего солёного озера, вблизи Сиваша. | Недостаточно известен | [ 43 ] |
|                                                             | Феолепиота золотистая (Phaeolepiota aurea)               | Встречается в правобережном Полесье (около села Гладковичи Овручского района Житомирской области, западная окраина Киева), левобережной лесостепи (около села Михайловка Диканьского района и села Миськи Млыны Зеньковского района Полтавской области), харьковской лесостепи (около посёлка городского типа Краснополье Сумской области), горном Крыму (северо-восточный склон горы Аю-Даг, Ялтинский горно-лесной природный заказник, вблизи горы Ставры-Кая). | Уязвимый              | [ 44 ] |
|                                                             | Филлопор розово-золотистый (Phylloporus pelletieri)      | Встречается на Закарпатье. | Исчезающий            | [ 45 ] |
| Изображение (недоступная ссылка) флоккулярии Рикена         | Флоккулярия Рикена (Floccularia rickenii)                | Встречается в правобережной и левобережной злаково-луговой степи, а также в правобережной и левобережной злаковой степи. | Уязвимый              | [ 46 ] |
|                                                             | Цветохвостник веретеновидный (Pseudocolus fusiformis)    | Встречается в ростоцких лесах, крымской степи и на южном берегу Крыма. | Редкий                | [ 47 ] |
|                                                             | Цезарский гриб (Amanita caesarea)                        | Встречается в Закарпатье и Крыму | Исчезающий            | [ 48 ] |
| Изображение (недоступная ссылка) шампиньона мухоморовидного | Шампиньон мухоморовидный (Agaricus amanitaeformis)       | Эндемик Украины. Донецкая злаково-луговая степь (Донецкая область, Донецк, ботанический сад НАН Украины). | Исчезающий            | [ 49 ] |
| Изображение (недоступная ссылка) шампиньона Романьези       | Шампиньон Романьези (Agaricus romagnesii)                | Встречается на Закарпатье, правобережной и левобережной лесостепи и на южном берегу Крыма. | Редкий                | [ 50 ] |
| Изображение (недоступная ссылка) шампиньона уплощённого     | Шампиньон уплощённый (Agaricus tabularis)                | Встречается в левобережной лесостепи и крымской степи. | Исчезающий            | [ 51 ] |
|                                                             | Шишкогриб хлопьеножковый (Strobilomyces strobilaceus)    | Встречается в Карпатах, Закарпатье, западноукраинских лесах и Расточье | Исчезающий            | [ 52 ] |
|                                                             | Энтолома чадящая (Entoloma nidorosum)                    | Встречается в правобережном и левобережном Полесье и в степи. | Редкий                | [ 53 ] |
| Сумчатые грибы                                              |                                                          | |                       |        |
|                                                             | Гельвелла монашенка (Helvella monachella)                | Встречается лишь в двух местах — урочище Лысая Гора (Киев, РЛП «Голосеевский») и Арабатская стрелка (Херсонская область) | Редкий                | [ 54 ] |
|                                                             | Саркосома шаровидная (Sarcosoma globosum)                | Встречается на правобережном Полесье (сёла около Киева, Пуща-Водица) | Редкий                | [ 55 ] |
|                                                             | Сморчок степной (Morchella steppicola)                   | Целинные участки степи, преимущественно в местах с умеренным выпасом скота, корчи, разреженные лесополосы. | Редкий                | [ 56 ] |
|                                                             | Сморчок толстоногий (Morchella crassipes)                | Встречается в правобережной лесостепи (южнее Киева, около Канева, Чёрный лес севернее города Знаменки Кировоградской области), Харьковская лесостепь (Тростянецкий район) и горный Крым (Бахчисарайский район). | Редкий                | [ 57 ] |
| Изображение (недоступная ссылка) строчка Слоневского        | Строчок Слоневского (Gyromitra slonevskii)               | Встречается только на территории Украины в левобережной (урочище Гнилица Сумского лесничества Сумского лесхоза; вблизи села Могрица Сумского района Сумской области; около села Шкураты Пирятинского района Полтавской области) и правобережной лесостепи (Каневский ПЗ; РЛП «Трахтемиров»; заказник государственного значения «Лесники»; около посёлка городского типа Калиновка Васильковского района Киевской области).                                        | Редкий                | [ 58 ] |
|                                                             | Трюфель летний (Tuber aestivum)                          | Встречается в Закарпатье, правобережном Полесье, правобережной лесостепи, крымской лесостепи. | Исчезающий            | [ 59 ] |

## Комментарии
1. 1 2 3 4 5 6 7 8 9 10 11 12 13 14 15 16 17 18 19 20 21 22 23 24 25 26 27 28  Бо́льшая часть Крымского полуострова  является объектом территориальных разногласий между Россией, контролирующей спорную территорию, и Украиной, в пределах признанных большинством государств — членов ООН границ которой спорная территория находится. Согласно федеративному устройству России, на спорной территории Крыма располагаются субъекты Российской Федерации — Республика Крым и город федерального значения Севастополь. Согласно административному делению Украины, на спорной территории Крыма располагаются регионы Украины — Автономная Республика Крым и город со специальным статусом Севастополь.